# Гастон III (виконт Беарна)
Гастон III (фр. Gaston III, баск. Gaston III; ум. 1054) — виконт Беарна, сын и наследник виконта Сантюля IV Старого от брака с Ангелой д’Олорон. Был соправителем отца.

## Биография
О Гастоне известно очень мало. Он умер раньше отца — в 1054 году.
В XVII веке французский историк аббат Пьер де Марка высказал гипотезу, что Сантюль IV назначил Гастона III своим соправителем. Эта гипотеза сейчас считается общепринятой.

## Брак и дети
Жена: с 1030 (возможно, развод в 1038) Адела. Существует 2 предположения о её происхождении. По одной Адела была дочерью графа Жеро I д’Арманьяка. По другой — дочерью виконта Арно II де Ломань. Дети:
- Сантюль V Молодой (ум. 1090), виконт Беарна с ок. 1058
- (?) Олива (ум. после 1088)
- (?) Регина; муж: с ок. 1055 Раймунд Эзи (ум. после 14 октября 1095), сеньор де Балеи

После развода (или смерти мужа) Адела вышла замуж вторично — за Роже, виконта Габардана и Брюлуа.